# الغرباء (رواية)
الغرباء (بالإنجليزية: The Outsiders)‏ هي قصة بلوغ بقلم الأديبة [[إس. إي. هينتون]] ، نُشرت للمرة الأولى في عام 1967 عبر دار نشر فايكنج برس. كانت هينتون في عمر 15 عندما بدأت بكتابة الرواية لكنها كتبت معظمها في سن 16 وعندما كانت ناشئة في المدرسة الثانوية. كان عمرها 18 عندما نُشرت الرواية. يُفصّل الكتاب الصراع بين عصابتين متنافستين ينقسمان تبعًا للحالة الاجتماعية الاقتصادية: الطبقة العاملة «غريسرز» والطبقة العليا «سوكس» (اختصارًا لسوشلز Socials). تُروى القصة من منظور المتكلم على لسان البطل المراهق بونيبوي كورتيس.
تقع أحداث القصة في تولسا، أوكلاهوما، عام 1965، لكنه هذا لا يُعلن بوضوح في الكتاب.
أُعد عنها فيلم أُنتج عام 1983، ومسلسل تلفزيوني قليل الشهرة وقصير الأجل ظهر عام 1990، يتابع من نقطة انتهاء الفيلم. كتب كريستوفر سيرغيل إعدادًا مسرحيًا عنها ونُشر عام 1990.

## ملخص الحبكة
يتعرض بونيبوي كورتيس، وهو مراهق عضو في عصابة تدعى «غريسرز» إلى هجوم من قبل العصابة المناوئة لعصابته، «سوكس» أثناء مغادرته السينما. يهرع عدة من أعضاء غريسرز، بمن فيهم أخوا بونيبوي الأكبر سنًا –داري الأبوي وسودابوب الشعبي– لإنقاذه. في الليلة التالية، يلتقي بونيبوي وصديقيه من الغريسرز، دالي الصلب وجوني الهادئ، بتشيري ومارشا، زوج من فتيات سوكس، في سينما سيارات. تزدري تشيري حركات دالي الوقحة، لكن ينتهي الأمر ببونيبوي بحديث حضاري مع تشيري، في تواصل شاعري مع أحد أعضاء سوكس للمرة الأولى في حياته.
عقب ذلك، يهم بونيبوي، وجوني، وصديقهما خفيف الظل توبيت بإيصال تشيري ومارشا إلى المنزل، حينما يستوقفهما خليل تشيري، بوب، الذي كان قد ضرب جوني بشدة منذ عدة أشهر. يتبادل بوب وفتية غريسرز السخرية، لكن تشيري تمنع الاقتتال بالمغادرة مع بوب طواعية. يصل بونيبوي إلى المنزل في الساعة الثانية صباحًا، ويغيظ داري حتى يصفعه فجأة. يغادر بوني المنزل مهتاجًا ويلتقي بجوني، ويعبر عن غضبه بسبب برود داري المتزايد عقب وفاة والديه مؤخرًا في حادث سيارة.
فارّين من المنزل، يتجول بونيبوي وجوني حتى يدخلان منتزهًا، حيث يحاصرهما بوب وأربعة آخرون من السوكس. بعد القليل من الكلام الحاد، يبصق بونيبوي على فتية السوكس، ما يدفعهم إلى محاولة إغراقه في النافورة القريبة، لكن جوني يطعن بوب، قاتلًا إياه ومشتتًا البقية. جزعين حول ما يجب عليهم فعله بعد ذلك، يهرع بونيبوي وجوني بحثًا عن دالي، الذي يعطيهما مالًا وسلاحًا ملقّمًا، ويوجههما للاختباء في كنيسة مهجورة في ويندركسفيل. أثناء بقائهما هناك، يقص بوني شعره ويصبغه كوسيلة تنكر، ويقرأ لجوني رواية ذهب مع الريح، وعند مشاهدتهما غروب شمس جميل، يقرأ قصيدة «لا يخلد ما كان ذهبًا» لروبرت فروست.